# Seventy Five Music
Seventy Five Music is een door de Duitser Frank Farian in 1974, 1975 en begin 1976 geproduceerde act.

## Seventy Five Music & Gilla
Meestal stond binnen Seventy Five Music de Oostenrijkse zangeres Gilla op de voorgrond. Incidenteel werd er Seventy Five Music uitgebracht zonder Gilla. Grotendeels werd het uitgebracht onder Gilla & Seventy Five Music. Het was de tijd dat Frank Farian Gilla zowel als solo artieste uitbracht (vanaf 1974) als onder Gilla & Seventy Five Music. In beide gevallen werd er door Gilla voornamelijk Duitstalig gezongen. Gilla kreeg redelijk succes in Nederland als solo artieste en had tussen 1976 en 1980  vijf Engelstalige top 40 hits waarvan er vier de top 20 bereikten.

## Traffic
Oorspronkelijk zat Gilla in een band die onder de naam Traffic toerde.
Frank Farian nam de groep onder zijn hoede onder de naam Seventy Five Music, omdat Steve Winwood met zijn band groot succes kreeg onder dezelfde naam, Traffic.
Het is onduidelijk of de oorspronkelijke band van Gilla naast de begeleiding on stage ook speelde tijdens de opnamen van het Seventy Five Music product. Op YouTube staat een Duitstalige uitvoering van Lady Marmalade met beeldmateriaal van Gilla met bandleden van Seventy Five Music en klinkt het niet typisch "Farian". En is Farian niet als backing vocalist te horen. Echter is er een single-uitgave uit 1975 waarop als B kant het nummer Baby, do you wanna bump van Boney M. staat.

## Discografie

### Albums
1975
- Gilla + Seventy Five Music – Willst Du Mit Mir Schlafen Gehn?

### Singles
1975
- Seventy Five Music & Gilla – Voulez-Vous Coucher Avec Moi / Willst Du Mit Mir Schlafen Gehn
- Seventy Five Music & Gilla – Lady Marmalade (Do You Want To Sleep With Me) / My decision
- Seventy Five Music & Gilla - Do You Want To Sleep With Me (Lady Marmalade) / Baby Do You Want The Bump Part 1
- Seventy Five Music + Gilla / Carl Douglas – Lady Marmalade (Do You Want To Sleep With Me) / Dance The Kung Fu

1976
- Seventy Five Music / Frank Farian – Atlantica / My Decision
- Seventy Five Music featuring Nicky Albatros (On Trumpet) - Atlantica (La Decision) [8][9]